# Oświn
Oświn est un lac situé dans la partie nord-est de la plaine de Sępopolska, au nord-ouest de Węgorzewo dans la voïvodie de Varmie-Mazurie en Pologne. Il est classé comme site Ramsar.
Le nom « Oświn » a été officiellement introduit en 1949, remplaçant l'ancien nom allemand du lac, Nordenburger See.

## Faune et flore
Le lac est cerné par des carex et des roseaux. Il est fréquenté par au moins 28 espèces d'oiseaux, dont le pygargue à queue blanche, le balbuzard pêcheur, l'aigle pomarin et la guifette noire.
L'introduction de chevaux de race Konik pour du broutage écologique dans la réserve du lac a été financée par des fonds privés en 1990, puis depuis 2008, la gestion du troupeau restant a échu au district forestier de Borki. En 2017, un étalon et 15 juments arpentent 1 200 hectares.